# Sebastian Heinrich Möller
Sebastian Heinrich Möller (* 8. April 1752 in Gotha; † 13. August 1827 in Gierstädt) war ein deutscher lutherischer Geistlicher und Theologe.

## Leben
Möller war Sohn des Hofkutschers von Herzog Friedrich III. von Sachsen-Gotha-Altenburg Johann Christoph Möller. Er absolvierte unter Johann Heinrich Stuß und Johann Gottfried Geißler bis 1770 das Ernestinum Gotha. Dort waren beispielsweise Johann Friedrich Blumenbach, Johann Friedrich Salomon Kaltwasser und Johann Heinrich Voigt seine Mitschüler. Anschließend studierte er an der Universität Jena Theologie, Philologie und Altertumswissenschaft. Dort legte er auf die Exegese des Neuen Testaments seinen Schwerpunkt. Trotz der Ermutigung durch seine Lehrer in Jena entschied er sich gegen die akademische Laufbahn.
Möller kehrte 1773 nach Gotha zurück, wo er das Predigeramtsexamen sehr gut bestand. Er gründete eine Privatschule, als Vorbereitungsanstalt für das Ernestinum, an der er von der Tertia bis Selecta unterrichtete. Zu seinen Schülern gehörte unter anderem Friedrich von Schlichtegroll. 1780 gab er seine Schule auf, um eine Stelle als Pfarrsubstitut in Gierstädt anzutreten. Die dortige Pfarrstelle erhielt er 1784. Er wirkte dort bis an sein Lebensende und lehnte Rufe auf andere Stellen ab. Er galt als guter Prediger und baute in Gierstädt eine umfangreiche Sammlung seltener Bücher sowie von Porträts auf.
Möller veröffentlichte exegetische Beiträge in den Zeitschriften Theologische Blätter und Theologische Monatschrift von Johann Christian Wilhelm Augusti und in den Theologischen Annalen von Ludwig Wachler sowie Rezensionen von 1804 bis 1815 in der Jenaischen Allgemeinen Literatur-Zeitung.

## Werke (Auswahl)
- Kritik des Kommentar’s über das Neue Testament von Herrn Dr. Paulus, Akademische Buchhandlung 1804.
- Neue Ansichten schwieriger Stellen aus den vier Evangelisten, Ukert, Gotha 1819.